# Sings the Country Music Hall of Fame Hits, Vol. 1
Albums de Jerry Lee Lewis
She Still Comes Around
(1969) Sings the Country Music Hall of Fame Hits, Vol. 2
(1969)
Sings the Country Music Hall of Fame Hits, Vol. 1 est un album de Jerry Lee Lewis, enregistré sous le label Smash Records et sorti en 1969.

## Liste des chansons
1. I Wonder Where You Are Tonight (Johnny Bond (en))
2. I'm So Lonesome I Could Cry (Hank Williams)
3. Jambalaya (Williams)
4. Four Walls (en) (George Campbell/Marvin Moore)
5. Heartaches by the Number (en) (Harlan Howard)
6. Mom and Dad's Waltz (Lefty Frizzell)
7. Sweet Dreams (en) (Don Gibson)
8. Born to Lose (Frankie Brown/Ted Daffan)
9. Oh, Lonesome Me (en) (Gibson)
10. You've Still Got a Place in My Heart (Leon Payne (en))
11. I Love You Because (en) (Payne)
12. Jackson (avec Linda Gail Lewis) (Billy Edd Wheeler (en)/Jerry Leiber [en tant que Gaby Rodgers (en))

## Source de la traduction
- (en) Cet article est partiellement ou en totalité issu de l’article de Wikipédia en anglais intitulé « Sings the Country Music Hall of Fame Hits, Vol. 1 » (voir la liste des auteurs).